# Mirtəhməzli
Mirtəhməzli è un comune dell'Azerbaigian situato nel distretto di Cəlilabad. Conta una popolazione di 134 abitanti.